# Дороті Їтс
Дороті Ержебет Їтс (англ. Dorothy Erzsebet Yeats; нар. 29 липня 1993, Монреаль, Квебек) — канадська борчиня вільного стилю, срібна призерка чемпіонату світу, чемпіонка Панамериканських ігор, переможниця чемпіонату та Ігор Співдружності. Учасниця Олімпійських ігор.

## Біографія
Боротьбою почала займатися з 2007 року. Чемпіонка Панамериканського чемпіонату 2010 року серед юніорів. Дворазова чемпіонат світу з боротьби серед юніорів (2012, 2013). Чемпіонка світу 2014 року серед студентів. Чемпіонка літніх юнацьких Олімпійських ігор 2010 року в Сингапурі.
Виступає за борцівський клуб міста Монреаля.

## Спортивні результати на міжнародних змаганнях

### Виступи на Олімпіадах
| Змагання                    | Збірна | Вагова категорія          | Місце |
| --------------------------- | ------ | ------------------------- | ----- |
| Літні Олімпійські ігри 2016 | Канада | жіноча боротьба, до 69 кг | 5     |

### Виступи на Чемпіонатах світу
| Змагання                        | Збірна | Вагова категорія          | Місце  |
| ------------------------------- | ------ | ------------------------- | ------ |
| Чемпіонат світу з боротьби 2012 | Канада | жіноча боротьба, до 67 кг | Срібло |
| Чемпіонат світу з боротьби 2014 | Канада | жіноча боротьба, до 69 кг | 8      |
| Чемпіонат світу з боротьби 2015 | Канада | жіноча боротьба, до 69 кг | 21     |

### Виступи на Панамериканських чемпіонатах
| Змагання                                   | Збірна | Вагова категорія          | Місце |
| ------------------------------------------ | ------ | ------------------------- | ----- |
| Панамериканський чемпіонат з боротьби 2015 | Канада | жіноча боротьба, до 69 кг | 10    |

### Виступи на Панамериканських іграх
| Змагання                  | Збірна | Вагова категорія          | Місце  |
| ------------------------- | ------ | ------------------------- | ------ |
| Панамериканські ігри 2015 | Канада | жіноча боротьба, до 69 кг | Золото |

### Виступи на Кубках світу
| Змагання                    | Збірна | Вагова категорія          | Місце |
| --------------------------- | ------ | ------------------------- | ----- |
| Кубок світу з боротьби 2014 | Канада | жіноча боротьба, до 69 кг | 4     |

### Виступи на інших змаганнях
| Змагання                                                     | Збірна | Вагова категорія          | Місце  |
| ------------------------------------------------------------ | ------ | ------------------------- | ------ |
| Чемпіонат Співдружності з боротьби 2011                      | Канада | жіноча боротьба, до 63 кг | Золото |
| Гран-прі Німеччини з боротьби 2012                           | Канада | жіноча боротьба, до 67 кг | Бронза |
| Турнір міста Сассарі 2012                                    | Канада | жіноча боротьба, до 67 кг | Срібло |
| Austrian Ladies Open 2012                                    | Канада | жіноча боротьба, до 67 кг | Золото |
| Кубок Канади з боротьби 2012                                 | Канада | жіноча боротьба, до 67 кг | Золото |
| Гран-прі Іспанії з боротьби 2013                             | Канада | жіноча боротьба, до 67 кг | Бронза |
| Міжнародний турнір Ньюйоркського атлетичного клубу 2013      | Канада | жіноча боротьба, до 67 кг | Золото |
| Klippan Lady Open 2014                                       | Канада | жіноча боротьба, до 69 кг | 5      |
| Чемпіонат світу з боротьби серед студентів 2014              | Канада | жіноча боротьба, до 67 кг | Золото |
| Ігри Співдружності 2014                                      | Канада | жіноча боротьба, до 69 кг | Золото |
| Кубок Бразилії з боротьби 2014                               | Канада | жіноча боротьба, до 69 кг | Золото |
| Гран-прі «Іван Яригін» 2015                                  | Канада | жіноча боротьба, до 69 кг | Бронза |
| Відкритий чемпіонат Польщі з боротьби 2015                   | Канада | жіноча боротьба, до 69 кг | Бронза |
| Міжнародний меморіал Білла Фаррелла 2015                     | Канада | жіноча боротьба, до 69 кг | Золото |
| Тестовий турнір UWW 2016                                     | Канада | жіноча боротьба, до 69 кг | Срібло |
| Олімпійський кваліфікаційний турнір з боротьби 2016 (Фріско) | Канада | жіноча боротьба, до 69 кг | Золото |
| Гран-прі Парижа з боротьби 2017                              | Канада | жіноча боротьба, до 69 кг | 10     |

### Виступи на змаганнях молодших вікових груп
| Змагання                                                 | Збірна | Вагова категорія          | Місце  |
| -------------------------------------------------------- | ------ | ------------------------- | ------ |
| Літні юнацькі Олімпійські ігри 2010                      | Канада | жіноча боротьба, до 70 кг | Золото |
| Панамериканський чемпіонат з боротьби серед юніорів 2010 | Канада | жіноча боротьба, до 63 кг | Золото |
| Чемпіонат світу з боротьби серед юніорів 2012            | Канада | жіноча боротьба, до 67 кг | Золото |
| Чемпіонат світу з боротьби серед юніорів 2013            | Канада | жіноча боротьба, до 67 кг | Золото |